# Jean-Louis Cottigny

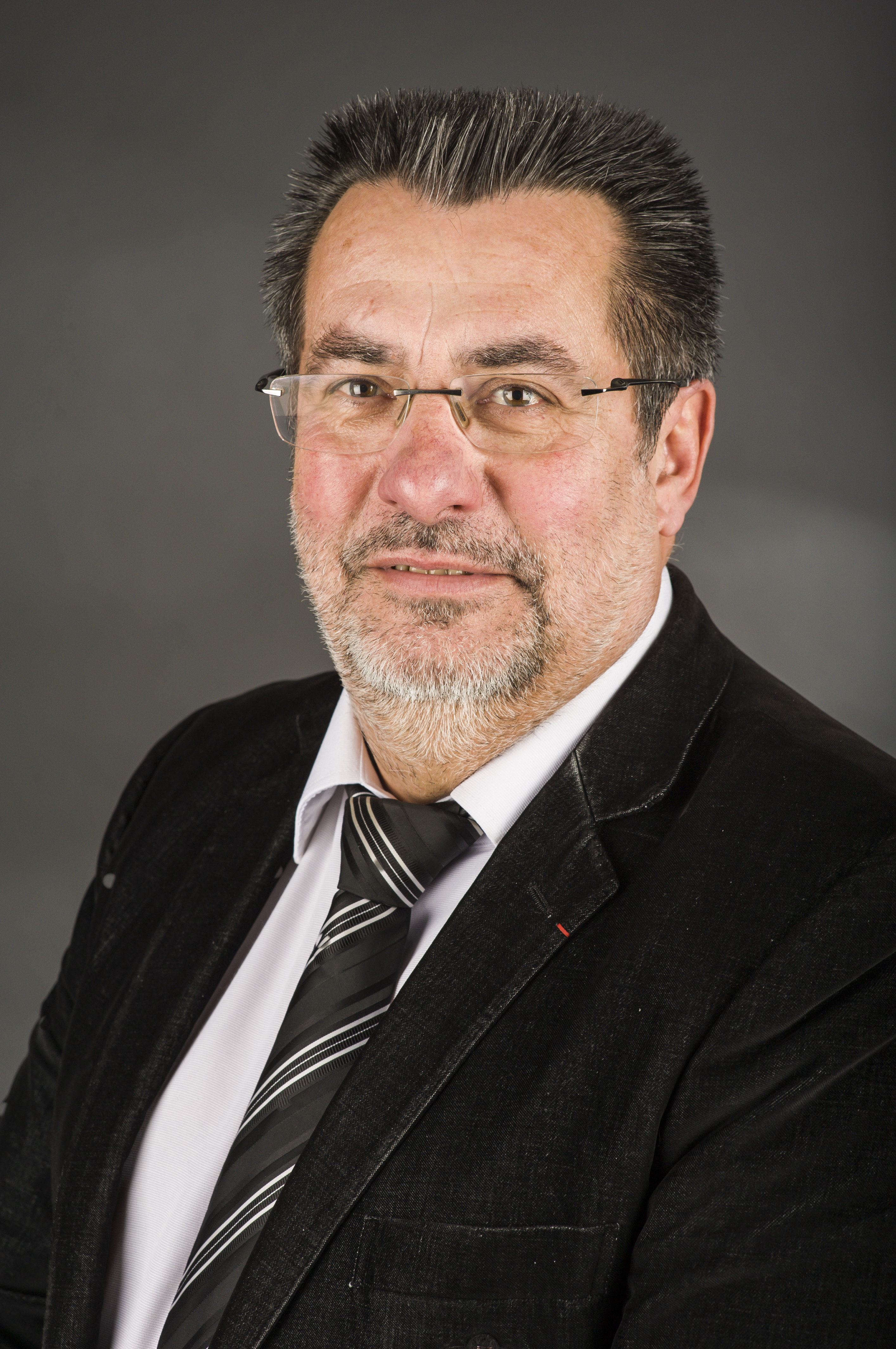
Jean-Louis Cottigny 2014

Jean-Louis Cottigny (* 12. September 1950 in Hesdin) ist ein französischer Politiker der Parti socialiste.
Cottigny arbeitete als Arbeiter und regionaler Berater und war am Gericht von Arras Vorsitzender des paritätischen Schiedsausschusses für arbeitsrechtliche Angelegenheiten. Bei der PS war er Parteisekretär für Unternehmensfragen, zunächst im Département Pas-de-Calais, später auf nationaler Ebene. Von 1989 bis 2004 war er Bürgermeister von Beaurains, seit 1992 gehört er dem Generalrat des Départements Pas-de-Calais an. 1997 rückte er für Bernard Kouchner in das Europäische Parlament nach. Die Wiederwahl 1999 scheiterte, 2004 gelang ihm jedoch der Wiedereinzug. 2009 schied er wieder aus dem Parlament aus, ehe er 2012 für Estelle Grelier nachrückte, die in die Nationalversammlung gewechselt ist.
Cottigny war vom 4. Juli 2012 bis 30. Juni 2014 Mitglied im Haushaltsausschuss und Stellvertreter im Fischereiausschuss, in der Delegation im Ausschuss für parlamentarische Kooperation EU-Russland sowie in der Delegation für die Beziehungen zu Indien. 2014 wurde er nicht mehr in das Europäische Parlament gewählt.